# Piggotia astroidea
Piggotia astroidea är en svampart som beskrevs av Berk. & Broome 1851. Piggotia astroidea ingår i släktet Piggotia och familjen Venturiaceae.   Inga underarter finns listade i Catalogue of Life.